# Лорета Годжи
Лорета Годжи (на италиански: Loretta Goggi) (Рим, 29 септември 1950) е италианска певица, актриса, телевизионна водеща и имитаторка.

## Биография

### Дебют
Родена в Рим в семейство на родители, родом от Чирчело, Лорета е втората от три дъщери (по-малката ѝ сестра Даниела ще последва стъпките на Лорета като актриса, певица и водеща), докато малката Лорета се учи на пеене и музика – черти, които наследява от баща си. Открита от Силвио Джили, през 1959 година участва в радио конкурса Disco magico (Вълшебният диск) на Дино Верде, представен от Корадо Мантони с оркестър, ръководен от Джани Ферио. Лорета печели в дует с Нила Пици.
През първите години на шейсетте години издава първата си песен, написана от Нико Фиденко за пускането на френския филм Кръв в главата (фр. Le Sang dans la tête) в Италия. Лорета дебютира като актриса през 1959 година в телевизионната пиеса на RAI Sotto processo (В процес) с режисьор Джулио Маяно, излъчена по Rai 1.

### Шейсетте години
Впоследствие Лорета участва в множество други известни телевизионни пиеси, излъчени по RAI, в които доказва таланта си да влезе в ролята на имитаторка (много често играе заедно с друг актьор, Роберто Шевалие, който също е дете по онова време и който впоследствие става известен италиански дубльор), сред които Robinson non deve morire (Робинзон не трябва да умира; 1963) на Виторио Бриньоле, Demetrio Pianelli (Деметрио Пианели; 1963) на Сандро Болки, I miserabili (Клетниците; 1964) също на Болки, в който играе ролята на Козета, Una tragedia americana (Американска трагедия; 1962), Delitto e castigo (Престъпление и наказание; 1963) и La cittadella (Цитаделата; 1964) – и трите режисирани от Антон Джулио Маяно, Vita di Dante (Животът на Данте; 1965) на Виторио Котафави, където играе ролята на Беатриче, Questa sera parla Mark Twain (Тази вечер говори Марк Твен) и Scaramouche (Скарамуш) – и двете излъчени през 1965 и режисирани от Даниеле д'Анца, и в епизода Non si uccidono i poveri diavoli на телевизионната пиеса Le inchieste del commissario Maigret (Разследванията на комисар Мегре; 1965), режисирана от Марио Ланди.
Във всички тези пиеси Лорета има възможността да играе с големи актьори като Лила Бриньоне, Елио Йота, Джино Черви, Андреина Паняни, Паоло Стопа, Рина Морели, Джорджо Албертаци, Уорнър Бентивеня, Вирна Лизи, Алберто Лупо, Илария Окини, Армандо Франчоли, Анна Мария Гуарниери, Доменико Модуньо, Рикардо Гароне, Карла Гравина, Гастоне Москин и много други.
От 1965, след като е участвала вече доста в много телевизионни продукции, Лорета се отдава и на дублажа – първа дублира Туити в италианската версия на всеизвестната анимация на Уорнър Брос, а Джиджи Пройети дублира котарака Силвестър. Освен Туити, Лорета дублира и известни актриси, сред които Кетрин Рос, Ким Дерби, Мита Медичи, Агостина Бели, Орнела Мути и Силвия Дионизио. В същото време подобрява дикцията си и се учи на пиано и пеене.
В същия период започва да работи в киното (с малки роли) и театъра, където играе в пиеси на Молиер, Шекспир и Луиджи Пирандело.
През 1968 показва певчески способности в телевизионната пиеса La freccia nera (Черната стрела) на Антон Джулио Маяно по романа на Робърт Луис Стивънсън, благодарение на която добива известност.
Същевременно, получавайки стипендии, завършва Международната гимназия за чужди езици в Рим.

### Осемдесетте години
През 1981 Лорета участва на музикалния фестивал „Санремо“ с най-известната песен в репертоара си – Maledetta primavera (Ти, проклета пролет моя), с която се класира на второ място в крайната класация. Песента се оказва международен хит и надвишава един милион продавания, като накрая е удостоена със златен и платинен диск. Песента остава евъргрийн за италианската музика и дори има няколко чуждоезични кавъра.
Албумът, в който е включена Maledetta primavera, се казва Il mio prossimo amore (Моята следваща любов) и е издаден през есента на същата година по повод телевизионното шоу Hello Goggi (Здравей, Годжи), което води именно самата Лорета по новата за онова време програма Canale 5. В шоуто Лорета играе ролята на имитаторка.
Албумът ѝ Il mio prossimo amore съдържа девет песни, сред които някои от тях вече са били издадени преди излизането му на пазара. Въпреки това две от тях са издадени чак през 2000 година на компактдиск. Песента, дала името на албума, се използва като крайна заставка на шоуто ѝ по Canale 5 и благодарение на нея дискът се появява в класациите.
През същата година Лорета участва в театралния мюзикъл Stanno suonando la nostra canzone (Върви нашата песен) заедно с Джиджи Пройети, по която по-късно е издаден албум с всички песни от нея.
През пролетта на 1983 Лорета се мести от Canale 5 в Rete 4, където е водеща на предаването Gran varietà заедно с Паоло Панели и Лучано Салче, което се излъчва всяка неделя в рамките на десет седмици. В нея тя представя своя албум Pieno d'amore (Изпълни ме с любов). Сред песните в него, които жънат голям успех, и освен едноименната песен, дала името на албума, са: Oceano (Океан), която се използва за заставка на предаването, и Solo un'amica (Просто приятелка). Песните са промотирани в множество други телевизионни предавания по онова време, сред които Discoring, Un milione al secondo, Premiatissima, както и по няколко радиопрограми.
През декември 1983 Лорета се завръща в RAI, където две години е водеща на телевизионната игра Loretta Goggi in quiz, която се излъчва всяка петък вечер. На шоуто е присъдена статуетката Telegatto (Телекотка) за най-добро предаване.
През 1984 записва песента Un amore grande (Голяма любов), написана от Умберто Тоци и Джанкарло Бигаци, с която да участва на „Санремо“, но Лорета отказва и накрая на нейно място я изпява Пупо, който по онова време е автор и продуцент на сестра ѝ Даниела.
Лорета се завръща на сцената на театър „Аристон“ през 1986 година като водеща на трийсет и шестото издание на „Санремо“. Тя е първата жена, която води фестивала сама и изданието жъне голям успех по отношение на гледанията. Същата година Манго написва песента Io nascerò (Ще се преродя) за нея и която се използва за начална заставка на фестивала. Песента е включена по-късно в албума C'è poesia и ѝ е присъден златен диск за продажба, като надминава и много от песните на самия фестивал.

## Дискография

### Студийни албуми
- 1972 – Vieni via con me
- 1973 – Formula 2
- 1978 – Il ribaltone (с Даниела Годжи)
- 1978 – Estoy bailando cantando en español (заедно с Даниела Годжи под името Hermanas Goggi (Сестри Годжи)
- 1981 – Il mio prossimo amore
- 1981 – Stanno suonando la nostra canzone (с Джиджи Пройети и актьорския състав)
- 1982 – Pieno d'amore
- 1986 – C'è poesia
- 1987 – C'è poesia due
- 1988 – Donna io, donna tu
- 1989 – Punti di vista
- 1991 – Si faran... canzone
- 1999 – Hello, Dolly! O.S.T.
- 2007 – Se stasera sono qui O.S.T.
- 2014 – Hermanas Goggi Remixed (с Даниела Годжи)

|  | Тази страница частично или изцяло представлява превод на страницата Loretta Goggi в Уикипедия на италиански. Оригиналният текст, както и този превод, са защитени от Лиценза „Криейтив Комънс – Признание – Споделяне на споделеното“, а за съдържание, създадено преди юни 2009 година – от Лиценза за свободна документация на ГНУ. Прегледайте историята на редакциите на оригиналната страница, както и на преводната страница, за да видите списъка на съавторите. ВАЖНО: Този шаблон се отнася единствено до авторските права върху съдържанието на статията. Добавянето му не отменя изискването да се посочват конкретни източници на твърденията, които да бъдат благонадеждни. |